# Trzebież Szczeciński
Trzebież Szczeciński – stacja kolejowa położona we wsi Trzebież (powiat policki, województwo zachodniopomorskie).

## Informacje ogólne
Jest ostatnią stacją kolejową położoną na linii 406 prowadzącej ze Szczecina Głównego. Zlokalizowana przy skrzyżowaniu ul. Dworcowej i WOP-u (droga wojewódzka nr 114). Tuż przy stacji znajdują się: nieczynna już lokomotywownia (mimo wpisania na listę zabytków rozebrana niemal całkowicie w połowie 2011) oraz budynek dworcowy – obecnie zamknięty. Kilka metrów za przejazdem przez ul. Kościuszki znajdowała się nastawnia Tz, zamknięta w 1998 i ostatecznie rozebrana w 2011.
Z Trzebieży prowadzi także bocznica kolejowa do PERN Bazy Paliw nr 7 Trzebież53°39′04,2516″N 14°27′06,6039″E/53,651181 14,451834 (w lasach Puszczy Wkrzańskiej k. Pienic, przy drodze do wsi Myślibórz Wielki) długości ok. 3,5 km, dawniej istniała także linia do stacji Trzebież Port (długość ok. 1,5 km). 

### Trzebież Port
Niemiecka nazwa stacji: Ziegenort Hafen. Nieistniejąca towarowa stacja kolejowa położona przy ul. Kwiatkowskiego przy jednym z nabrzeży portu morskiego w Trzebieży. Linia została otwarta w 1898 i istniała prawdopodobnie do 1945.

## Zdjęcia

Trzebież Szczeciński
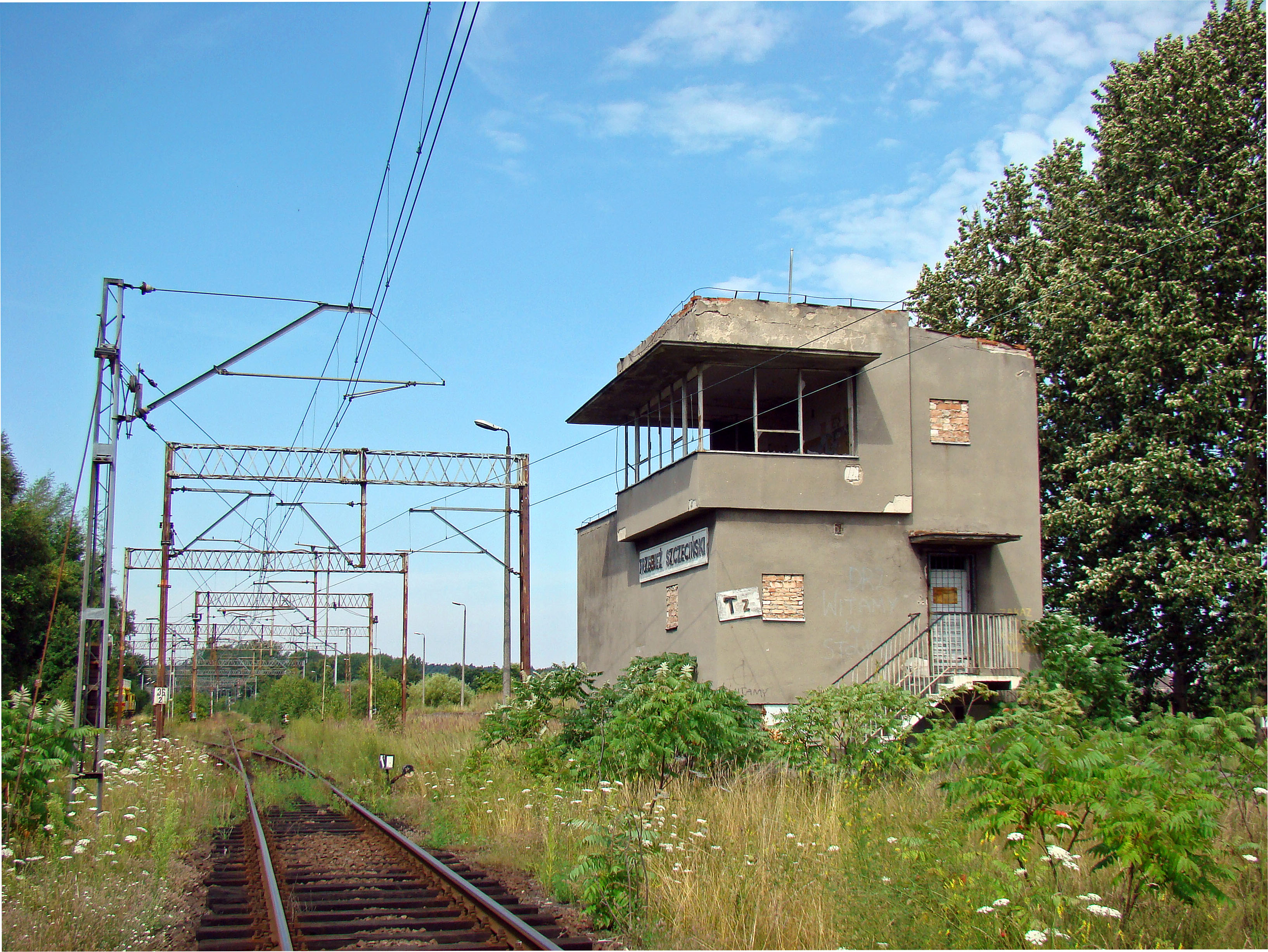
Nastawnia Tz
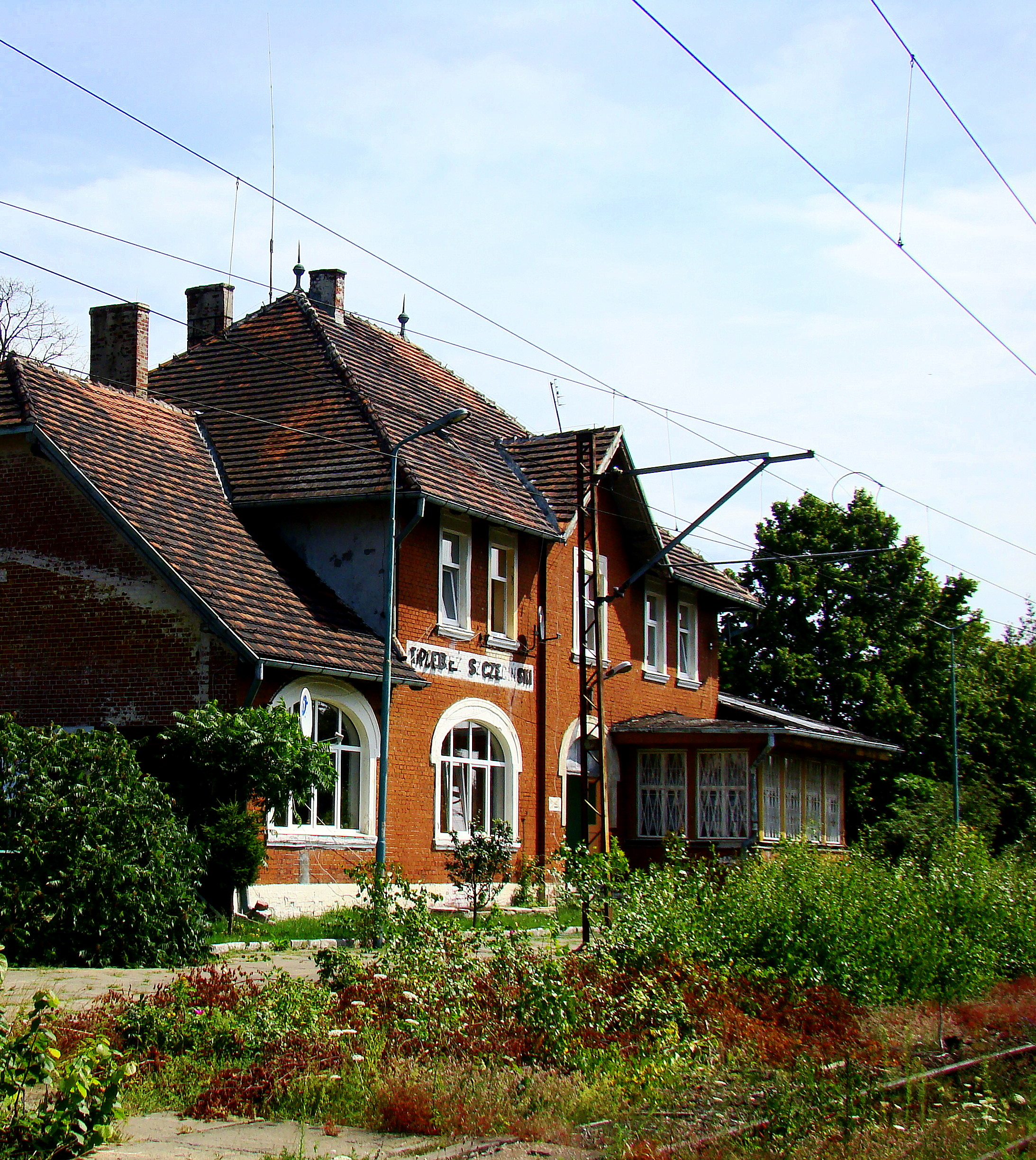
Budynek dworcowy
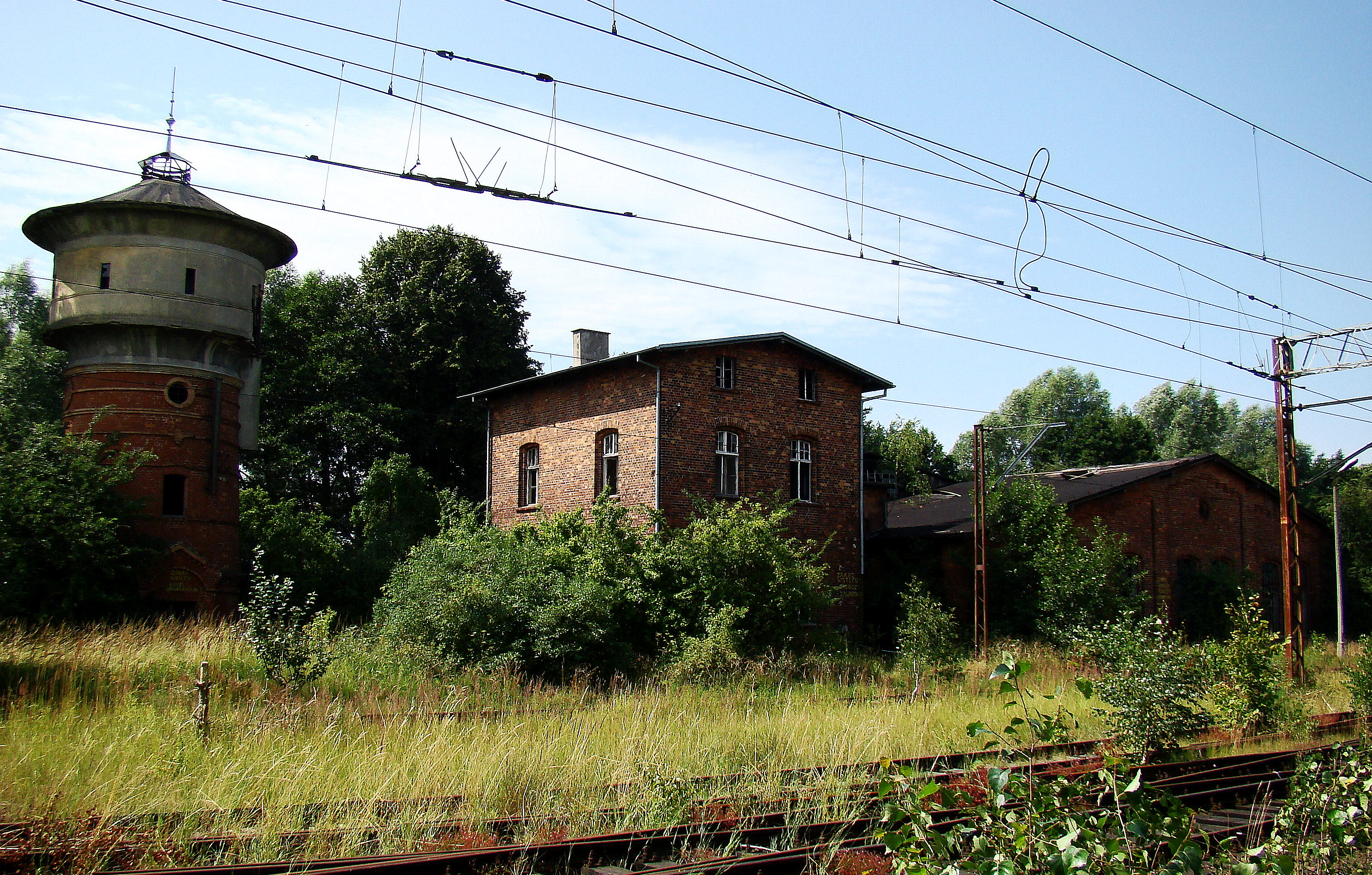
Budynki lokomotywowni
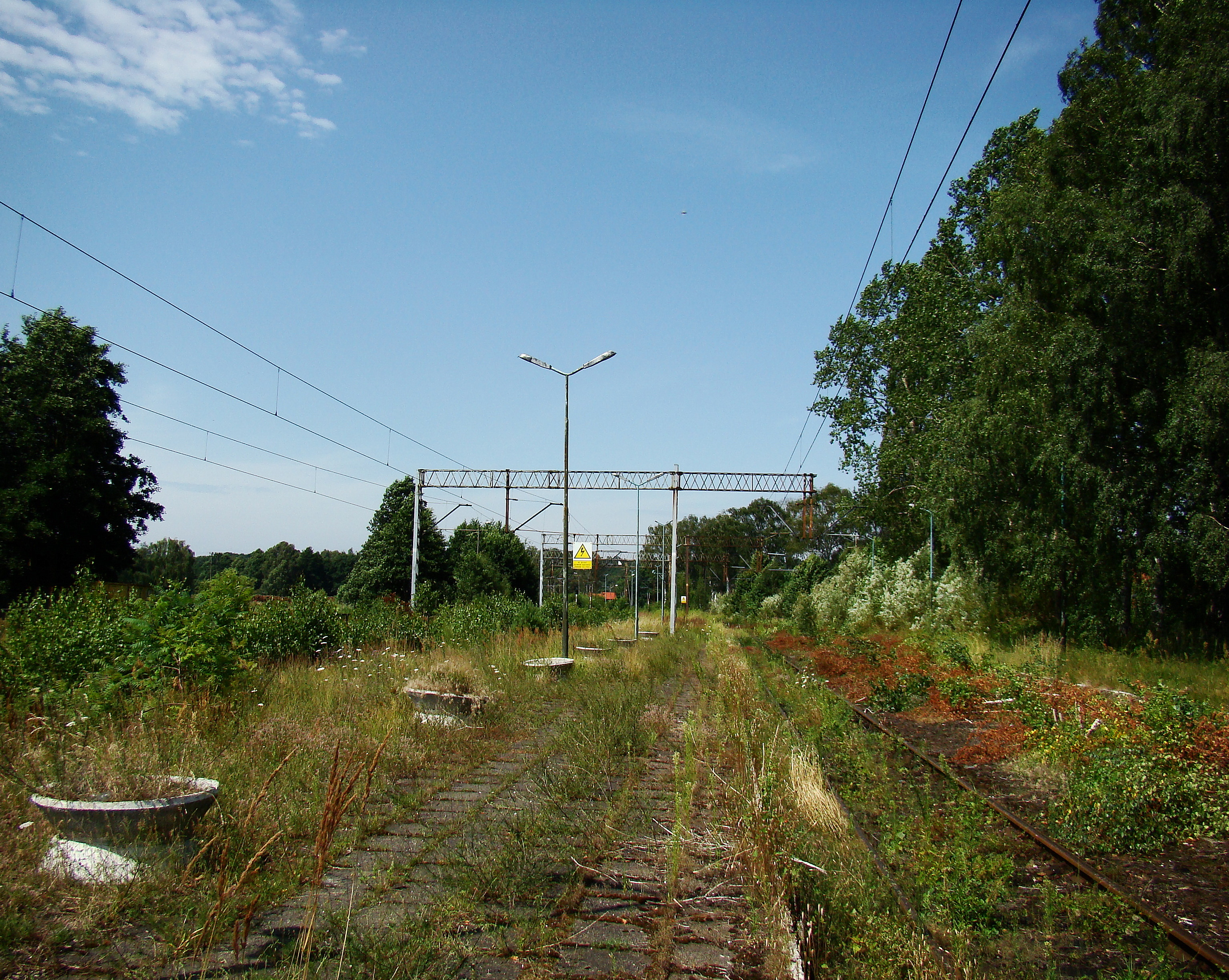
Perony